# Przepuklina Amyanda
Przepuklina Amyanda – przepuklina pachwinowa, zawierająca w swoim worku wyrostek robaczkowy. Po raz pierwszy opisana przez Klaudiusza Amyanda (1680-1740) w roku 1735. Amyand stwierdził wyrostek robaczkowy w worku przepuklinowym operując 11-letniego chłopca. Wykonał wtedy oprócz plastyki przepukliny prawdopodobnie pierwszą na świecie appendektomię. Zabieg trwał mniej niż pół godziny, a pacjent przeżył i szybko powrócił do zdrowia. 

## Piśmiennictwo
- Logan M., Nottingham J.: Amyand’s hernia: a case report of an incarcerated and perforated appendix within an inguinal hernia and review of the literature. Am Surg 2001; 67: 628-629.

Przeczytaj ostrzeżenie dotyczące informacji medycznych i pokrewnych zamieszczonych w Wikipedii.